# Cora van Nieuwenhuizen
Cornelia van Nieuwenhuizen-Wijbenga, dite Cora van Nieuwenhuizen, née le 12 juin 1963 à Ridderkerk, est une femme politique néerlandaise.
Membre du Parti populaire pour la liberté et la démocratie (VVD) et ancienne élue à la Seconde Chambre (2010-2014) puis au Parlement européen (2014-2017), elle est ministre des Infrastructures et des Eaux dans le troisième cabinet de Mark Rutte de 2017 à 2021 et occupe brièvement de manière intérimaire la fonction de ministre des Affaires économiques et du Climat en 2021.

## Biographie

### Premières fonctions locales
Élue au conseil municipal d'Oisterwijk de 1994 à 2006, Cora van Nieuwenhuizen y préside le groupe du VVD entre 2002 et 2003. Elle est par la suite élue aux États provinciaux du Brabant-Septentrional de 2003 à 2007, où elle préside à nouveau le groupe du VVD, puis membre de la députation provinciale du Brabant-Septentrional chargée de la mobilité et des infrastructures entre 2007 et 2010.

### Mandats parlementaires
Élue représentante à la Seconde Chambre des États généraux lors des élections législatives de 2010 à la seizième place de la liste libérale, elle est réélue en 2012 à la treizième place. Elle devient députée européenne à la suite des élections de 2014, lors desquelles elle est placée en deuxième position sur la liste conduite par Hans van Baalen.

### Ministre sous Mark Rutte

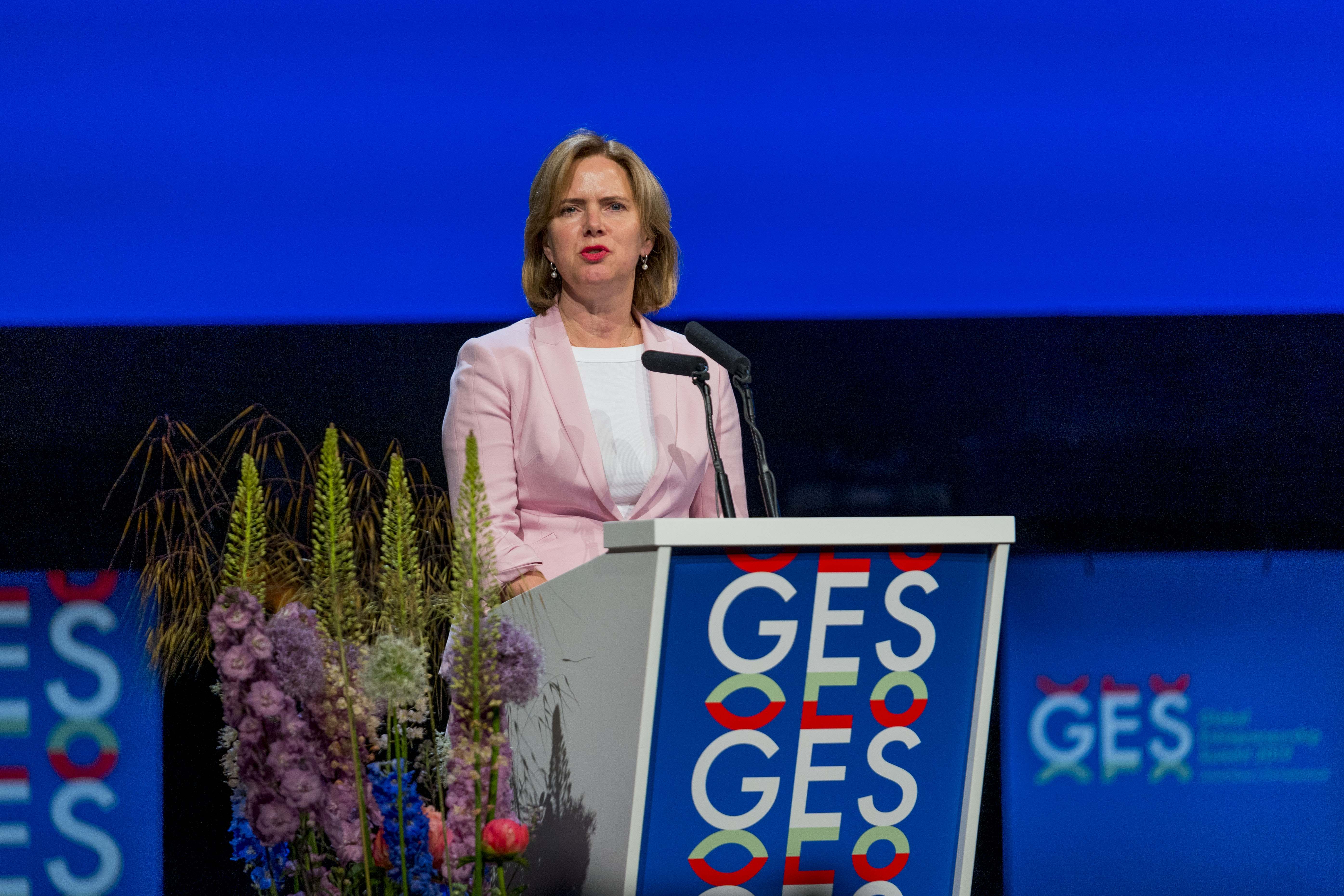
Cora van Nieuwenhuizen à La Haye en 2019.

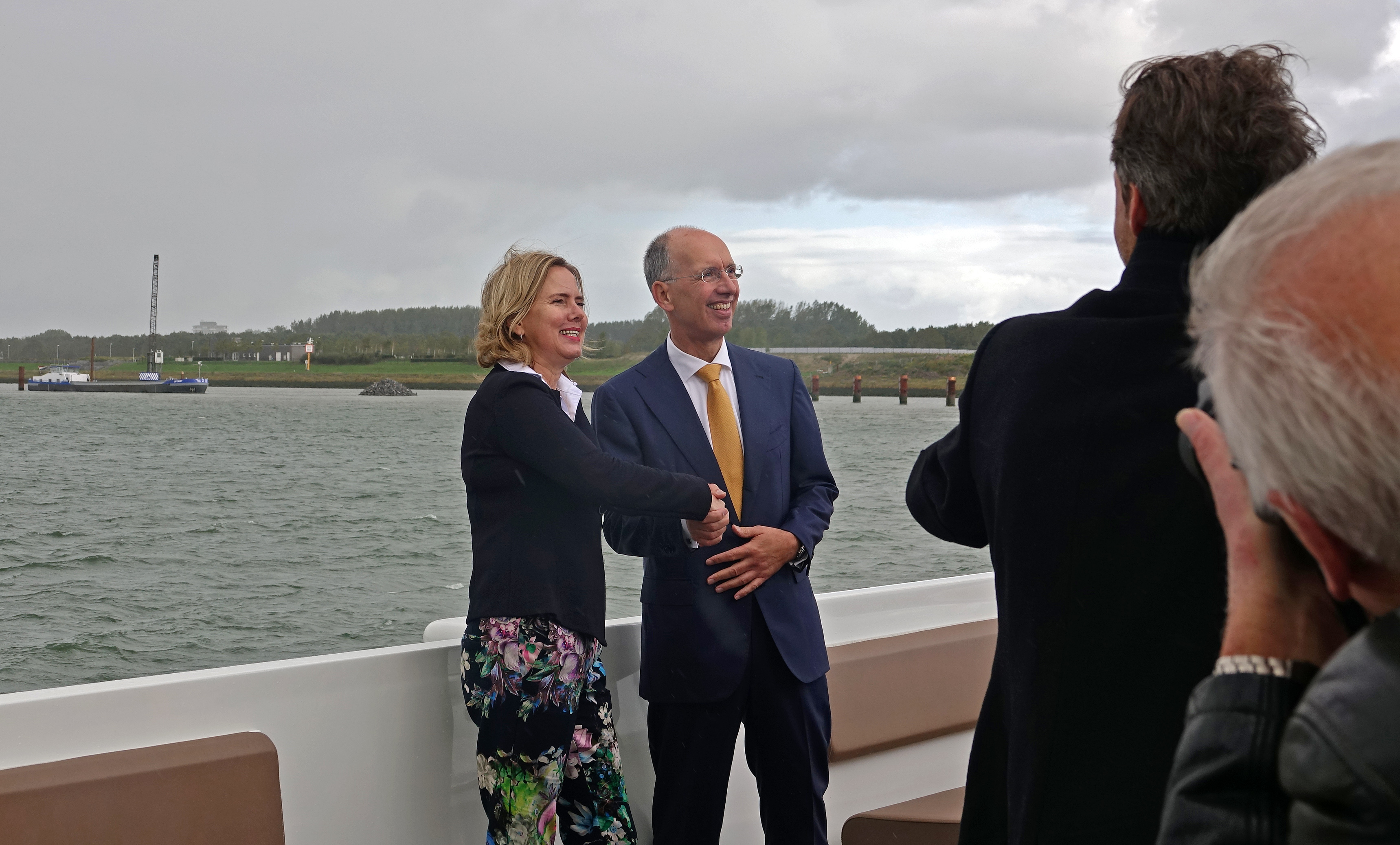
Cora van Nieuwenhuizen avec Ronald Paul, directeur de l'exploitation du port de Rotterdam, en 2019.

Cora van Nieuwenhuizen démissionne de son mandat de députée européenne en 2017 lorsqu'elle est nommée ministre des Infrastructures et des Eaux dans le troisième cabinet du Premier ministre Mark Rutte. Elle succède à Melanie Schultz van Haegen, qui se retire de la vie politique.
En 2019, lors d'un entretien à Elsevier, elle indique être disponible pour succéder à Mark Rutte à la tête du gouvernement quand il viendra à passer la main.
En 2021, elle devient aussi ministre des Affaires économiques et du Climat par intérim à la suite de la démission d'Eric Wiebes. Cinq jours plus tard, Bas van 't Wout, jusque-là secrétaire d'État au ministère des Affaires sociales et de l'Emploi, lui succède à cette fonction.
Elle démissionne du gouvernement quelques mois après la tenue des élections législatives de 2021, afin de devenir présidente d'Energie-Nederland, l'organisation représentant les intérêts des organisations productrices d'énergie dès le 1er octobre suivant. Ce passage au privé est critiqué en raison de possibles conflits d'intérêts auxquels elle pourrait faire face en raison de son passage au ministère des Infrastructures et des Eaux, ce qui conduit le gouvernement à réagir en lui imposant une interdiction de contact avec les fonctionnaires de son ministère dans le cadre de ses nouvelles fonctions pour une période de deux ans. Barbara Visser, alors secrétaire d'État au ministère de la Défense, lui succède.

### Vie privée
Cora van Nieuwenhuizen est mariée en secondes noces à Bert Wijbenga, échevin à Rotterdam pour le VVD, nommé bourgmestre de Flardingue en 2021. Elle a quatre enfants.